# Aegir (maan)

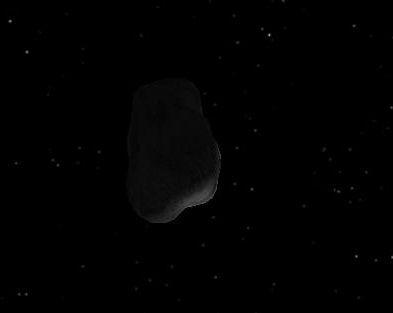
+ afbeelding

Aegir is een maan van Saturnus die is ontdekt door Scott S. Sheppard et al. De maan is ongeveer 6 kilometer in doorsnede en draait in een retrograde baan om Saturnus met een baanstraal van 20.751.000 km in 1117,83 dagen.

## De naam
De maan is genoemd naar de reus Ægir, uit de Noorse mythologie. Andere namen voor deze maan zijn S/2004 S10 en Saturnus XXXVI.